# BE Camelopardalis
BE Camelopardalis (kurz BE Cam) ist ein dem bloßen Auge als lichtschwach erscheinender veränderlicher Stern im nördlichen, zirkumpolaren Sternbild Giraffe (lateinisch Camelopardalis). Seine mittlere scheinbare Helligkeit beträgt 4,39m. Nach im Dezember 2020 veröffentlichten Auswertungen der Messergebnisse der Raumsonde Gaia ist der Stern etwa 980 Lichtjahre von der Erde entfernt.
Wahrscheinlich ist BE Camelopardalis ein Einzelstern. Er ist ein rot leuchtender, heller Riese der Spektralklasse M2 II, der bereits seinen im Sterninneren vorhandenen Wasserstoff-Vorrat durch Kernfusion verbraucht  und damit ein spätes Entwicklungsstadium erreicht hat. Derzeit befindet er sich im Hertzsprung-Russell-Diagramm auf dem asymptotischen Riesenast und ist auf einen Durchmesser von etwa 176 Sonnendurchmesser expandiert. Er gehört zu den langsam unregelmäßig veränderlichen Sternen; seine scheinbare Helligkeit schwankt geringfügig von 4,35m bis 4,48m. Seine effektive Temperatur ist deutlich geringer als jene der Sonne; sie beträgt etwa 3600 Kelvin.